# Chiasmocleis supercilialba
Espèce
Synonymes
- Chiasmocleis supercilialbus Morales & McDiarmid, 2009

Chiasmocleis supercilialba est une espèce d'amphibiens de la famille des Microhylidae.

## Répartition
Cette espèce se rencontre :
- au Brésil dans les États d'Acre et du Rondônia ;
- au Pérou dans la région de Madre de Dios dans le parc national de Manú à environ 350 m d'altitude.

## Étymologie
Le nom spécifique supercilialba vient du latin supercilium, le sourcil, et de albus, blanc, en référence à la remarquable bande blanche présente au-dessus des yeux.

## Publication originale
- Morales & McDiarmid, 2009 : A new species of Chiasmocleis (Anura: Microhylidae) from southern Amazonian Peru with comments on some other microhylids. Biotempo, vol. 9, p. 71-76 (texte intégral).